# 印東玄得
印東 玄得（いんどう げんとく、1850年（嘉永3年） - 1895年（明治28年）11月25日）は、幕末から明治にかけての医学者。東京大学助教授。

## 経歴
1850年、紀伊新宮生まれ。本姓は坪井で、後に印東氏を継いだ。東京に出て、大学東校に入る。
1876年、東京医学校卒業。准医学士となり、薬物学に長ず。
1879年、東京帝国大学助教を拝命。1881年頃、助教授に任じ、1884年10月に花岡院長の没後を継いで第一医院副院長心得となり、1887年10月に医学士の称号を授与される。阿部泰蔵等と明治生命保険を創立、その保険医となる。1895年11月25日、東京に没す。墓所は台東区の祝言寺。